# Indacaterolo
Indacaterolo (nella fase sperimentale conosciuto anche con la sigla QAB149) è un composto, a durata d'azione ultra lunga, con attività di tipo agonista selettivo sui recettori β2-adrenergici. La molecola è considerata la capostipite dei cosiddetti composti ultra-LABA, dall'inglese ultra Long Acting β2-Agonists. 
È stato approvato dall'Agenzia Europea dei medicinali (EMA) con il nome commerciale di Onbrez il 30 novembre del 2009, e successivamente anche dall'analoga agenzia statunitense Food and Drug Administration (FDA) nel luglio del 2011. Come farmaco viene utilizzato per ridurre il broncospasmo in alcune condizioni patologiche quali l'asma bronchiale e la broncopneumopatia cronica ostruttiva. Il farmaco, per le sue caratteristiche farmacocinetiche, garantisce una broncodilatazione che si prolunga per almeno 24 ore dall'assunzione. L'effetto broncodilatatore si mantiene dalla prima somministrazione per tutto il periodo di trattamento, senza alcuna evidenza di perdita di efficacia (fenomeno della tachifilassi).
In Italia è venduto dalla società farmaceutica Novartis con il nome commerciale di Onbrez Breezhaler, nella forma farmaceutica di capsule rigide trasparenti ed incolori, contenenti una polvere bianca. Il prodotto è associato ad un apposito dispositivo inalatore fornito con ogni nuova prescrizione.

## Farmacodinamica
Indacaterolo è un agonista selettivo beta2-adrenergico a lunga durata d'azione. I recettori β2-adrenergici sono particolarmente diffusi a livello della muscolatura liscia bronchiale. La stimolazione di questi recettori da parte del farmaco comporta una stimolazione dell'adenil ciclasi intracellulare e quindi un incremento dell'AMP ciclico endocellulare. Questo aumento di AMP ciclico porta all'attivazione della protein chinasi A, la quale inibisce la fosforilazione della miosina e riduce la concentrazione intracellulare di calcio ionico, con conseguente rilassamento e determinazione di un effetto di tipo broncodilatatore con risoluzione del broncospasmo.
Dopo inalazione è stato riscontrato un rapido inizio di azione, pressoché sempre entro 5 minuti dall'assunzione, con un significativo aumento del FEV1 rispetto al basale.
Indacaterolo ha un'attività agonista 24 volte maggiore verso i recettori beta2 rispetto ai recettori beta1 e 20 volte superiore rispetto ai recettori beta3. Si deve ricordare che, pur essendo i recettori beta2-adrenergici predominanti nei bronchi, vi sono evidenze che una popolazione di recettori beta2 è presente anche nel muscolo cardiaco umano, normalmente in una concentrazione compresa tra il 10% ed il 50%. Non è stata ancora precisata la funzione di questi recettori.

## Farmacocinetica
A seguito di somministrazione per via inalatoria il farmaco raggiunge le basse vie respiratorie ed una frazione non trattenuta nell'erogatore si deposita nell'orofaringe e viene quindi ingerita e rapidamente assorbita dal tratto gastrointestinale. La concentrazione plasmatica di picco (Cmax) viene raggiunta circa 15 minuti (Tmax) dopo l'inalazione della dose.  La biodisponibilità assoluta di indacaterolo dopo inalazione di una dose è stata in media del 43%. Il legame alle proteine plasmatiche si aggira intorno al 95-96%.
Nell'organismo indacaterolo viene metabolizzato dall'isoenzima CYP3A4 nel metabolita idrossilato. L'eliminazione del farmaco avviene tramite le feci principalmente come sostanza immodificata (circa il 54% della dose) e, in misura ridotta, come metabolita idrossilato (23%). L'eliminazione per via urinaria svolge un ruolo decisamente minore. L'emivita della molecola risultata essere compresa tra 40 e 52 ore.

## Usi clinici
Il farmaco è stato autorizzato per la terapia broncodilatatrice di mantenimento in caso di ostruzione del flusso aereo in soggetti adulti affetti da broncopneumopatia cronica ostruttiva (BPCO).

## Effetti collaterali
| Tipi di reazioni                              | Comuni (>1/100, <1/10)                                                                | Non comuni (>1/1.000, <1/100)                    | Rare (>1/10.000, <1/1.000) | Molto rare (<1/10.000) | Frequenza non nota |
| --------------------------------------------- | ------------------------------------------------------------------------------------- | ------------------------------------------------ | -------------------------- | ---------------------- | ------------------ |
| Infezioni ed infestazioni                     | - Nasofaringite - Infezione delle vie respiratorie superiori - Sinusite               |                                                  |                            |                        |                    |
| Disturbi cardiaci                             | - Cardiopatia ischemica - Tachicardia                                                 | - Fibrillazione atriale                          |                            |                        |                    |
| Disturbi respiratori, toracici e mediastinici | - Tosse - Faringodinia - Laringodinia - Rinorrea - Congestione delle vie respiratorie |                                                  |                            |                        |                    |
| Disturbi del sistema nervoso                  | - Cefalea                                                                             | - Parestesia                                     |                            |                        |                    |
| Disturbi del metabolismo e della nutrizione   | - Iperglicemia - Diabete mellito                                                      |                                                  |                            |                        |                    |
| Disturbi della cute e tessuto sottocutaneo    | - Spasmo muscolare                                                                    |                                                  |                            |                        |                    |
| Disturbi sistemici                            | - Edema periferico                                                                    | - Dolore toracico non specificato e non cardiaco |                            |                        |                    |

## Controindicazioni
Il farmaco è controindicato nei soggetti con ipersensibilità nota al principio attivo oppure ad uno qualsiasi degli eccipienti della formulazione farmaceutica. Anche lo stato di gravidanza e l'allattamento al seno debbono essere considerate condizioni di controindicazione, ad eccezione dei casi nei quali il beneficio atteso per la madre sia considerato superiore al potenziale rischio per il feto.

## Dosi terapeutiche
Il dosaggio normalmente raccomandato nei soggetti adulti comporta l'inalazione di 150 mcg (il contenuto di una capsula) una sola volta al giorno, alla stessa ora, ricorrendo all'apposito inalatore. A giudizio del medico il dosaggio può essere aumentato fino all'inalazione di 300 mcg. Questo incremento della dose potrebbe risultare utile nei soggetti particolarmente dispnoici ed affetti da grave bpco. In ogni caso non deve essere superata la dose massima di 300 mcg una volta al giorno.

## Sovradosaggio
In caso di sovradosaggio si può verificare un aumento moderato della frequenza cardiaca  e dell'intervallo QTc. I sintomi comunemente associati al sovradosaggio sono quelli propri della iperstimolazione  beta adrenergica. Fra questi si segnalano tachicardia, tremore, palpitazioni, cefalea, nausea, vomito, sonnolenza, aritmie ventricolari, acidosi metabolica, ipokaliemia e iperglicemia.  In casi selezionati è possibile considerare l'uso di beta bloccanti cardioselettivi, ma ricordando la necessità di grande cautela nel loro utilizzo in quanto l'uso di bloccanti beta-adrenergici può causare broncospasmo.

## Gravidanza e allattamento
Gli studi disponibili inerenti l'uso di indacaterolo in donne in gravidanza sono limitati.
Anche se gli studi sperimentali su animali non sembrano evidenziare effetti dannosi diretti o indiretti per quanto attiene alla tossicità riproduttiva, indacaterolo durante la gravidanza deve essere utilizzato solo se i benefici attesi per la madre superano il rischio potenziale sul feto. Indacaterolo come altre molecole agoniste beta2-adrenergiche, può determinare inibizione del travaglio per un effetto rilassante sulla muscolatura liscia uterina.
Non è ancora noto se indacaterolo e/o i suoi metaboliti possano essere escreti nel latte umano. I dati disponibili su studi tossicologici sugli animali hanno evidenziato l'escrezione della molecola e/o metaboliti nel latte. Non essendo possibile escludere con certezza un rischio per il bambino allattato al seno, si deve valutare il rapporto rischio/beneficio e decidere se sospendere l'allattamento o terminare la terapia della madre con indacaterolo.